# Girl from the North Country
"Girl from the North Country" (ocasionalmente conhecida como "Girl of the North Country") é uma canção do músico americano Bob Dylan. Foi gravado no Columbia Recording Studios, Nova York, em abril de 1963, e lançado no mês seguinte como a segunda faixa do álbum The Freewheelin' Bob Dylan (1963). Dylan regravou a música como um dueto com Johnny Cash em fevereiro de 1969. Essa versão tornou-se a faixa de abertura de Nashville Skyline (1969).

## Antecedentes e composição

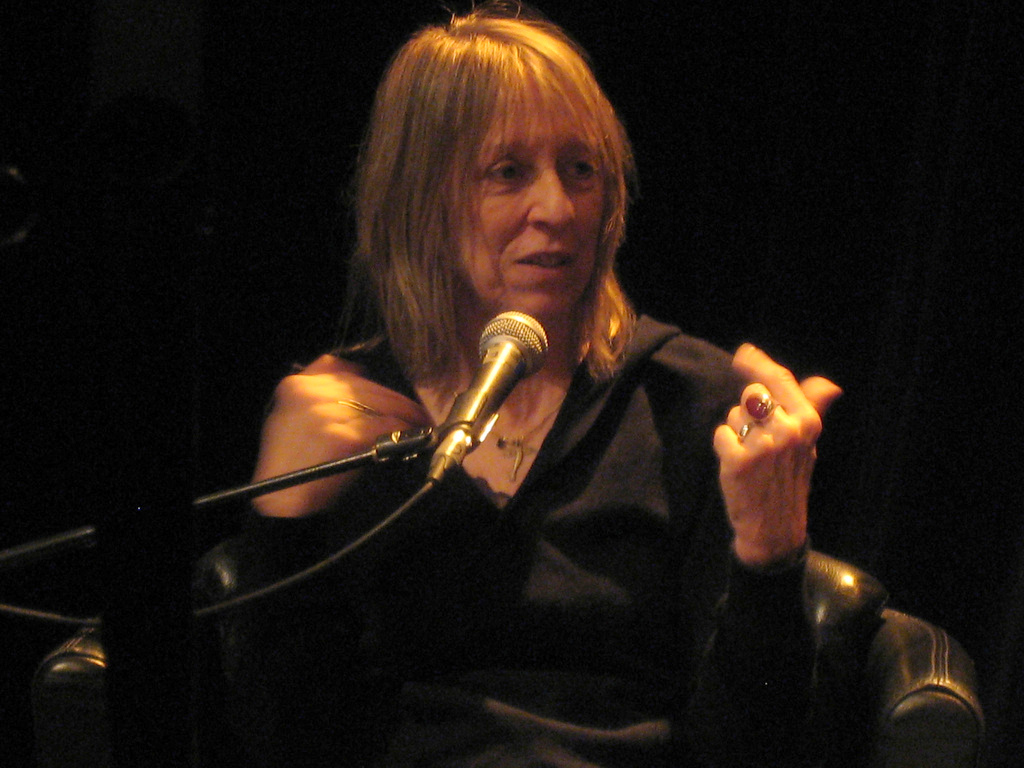
Suze serviu de inspiração para Dylan compor a canção

A música foi escrita após sua primeira viagem à Inglaterra em dezembro de 1962, no que pensava ser a conclusão de seu segundo álbum. Debate-se a quem esta canção faz homenagem; alguns afirmam a ex-namorada Echo Helstrom, e alguns Bonnie Beecher , ambos os quais Dylan conhecia antes de partir para Nova York. No entanto, suspeita-se que essa música possa ter sido inspirada por sua então namorada, Suze Rotolo. Dylan deixou a Inglaterra e foi para a Itália em busca de Suze, cuja continuação dos estudos lá havia causado um sério rompimento no relacionamento deles. Sem o conhecimento de Dylan, Suze já havia retornado aos Estados Unidos, saindo na mesma época em que Dylan chegou à Itália. Foi lá que ele terminou a canção, inspirado pelo aparente fim de seu relacionamento com Suze. Ao retornar para Nova York em meados de janeiro, ele convenceu ela retomar o relacionamento e a voltar para seu apartamento na 4th Street. Suze é a mulher que aparece na capa do álbum, andando de braço dado com Dylan pela Jones Street, não muito longe de seu apartamento.
Em Londres, Dylan conheceu várias figuras da cena folk local, incluindo o cantor Martin Carthy. "Encontrei algumas pessoas na Inglaterra que realmente conheciam aquelas músicas [inglês tradicional]", lembrou Dylan em 1984. "Martin Carthy e outro cara chamado [Bob] Davenport. Carthy é incrível. Aprendi muitas coisas com ele." Carthy levou Dylan a um repertório de baladas tradicionais inglesas, incluindo o próprio arranjo de Carthy da canção "Scarborough Fair", que Dylan utilizou para aspectos da melodia e letra de "Girl from the North Country" — incluindo uma linha do refrão. Musicalmente, foi composto e gravado um ano depois para o álbum The Times They Are a-Changin' (1964).

## Recepção
A revista Rolling Stone classificou-a em 30.º lugar na lista das "100 Melhores Canções de Bob Dylan". Em um artigo que acompanha a lista, o guitarrista dos The Rolling Stones, Keith Richards, afirmou que "enquanto a invasão britânica estava ocorrendo, Bob Dylan foi o homem que realmente trouxe a perspectiva americana de volta ao foco. Tem todos os elementos de uma bela composição folk sem ser pretensiosa [...] ele gravou novamente mais tarde com Johnny Cash, mas não acho que seja uma música de dupla. Bob acertou de primeira."